# Dicranopteris curranii
Dicranopteris curranii är en ormbunkeart som beskrevs av Edwin Bingham Copeland. Dicranopteris curranii ingår i släktet Dicranopteris och familjen Gleicheniaceae. Inga underarter finns listade.